# Desa Mekarsari (administrativ by i Indonesien, Jawa Barat, lat -6,68, long 107,38)
Desa Mekarsari är en administrativ by i Indonesien.   Den ligger i provinsen Jawa Barat, i den västra delen av landet, 80 km sydost om huvudstaden Jakarta. Desa Mekarsari ligger vid sjön Waduk Cirata.